# Loso's Way
Loso's Way é um álbum de estúdio de Fabolous  lançado em 28 de Julho de 2009. Estreou em #1 na Billboard 200, com 99 mil cópias na sua primeira semana.